# Degree Confluence Project
El Degree Confluence Project (nom anglès per Projecte de Confluència de Graus) és un projecte internacional que consisteix a visitar, amb l'ajuda d'un receptor GPS, tots els punts d'intersecció entre meridians i paral·lels amb un nombre enter de graus de longitud i latitud.

## Principis del projecte
A la Terra existeixen 64.442 punts d'intersecció entre meridians i paral·leles enters, 21.541 sobre terra, 38.411 al mar i 4.490 sobre els casquets polars. L'objectiu del projecte és visitar-los tots, aconseguint un mostrari del globus terrestre.
Es diferencien els punts d'intersecció primaris i els punts d'intersecció secundaris. Una intersecció és primària només si és sobre terra ferma, o a la vista de terra. A grans altituds els punts es poden considerar secundaris degut a la seva dificultat. A latituds elevades, en els casquets polars, només alguns punts són considerats com a primaris per tal d'evitar tenir diversos punts primaris massa propers un de l'altre.

## Visita dels punts d'intersecció
L'indret precís d'una intersecció és determinada per un receptor GPS. Per poder aconseguir una visita reeixida, el visitant ha d'arribar a menys de 100 m del punt d'intersecció (segons el Sistema Geodèsic Mundial WGS 84), treure almenys dues fotografies (una del receptor GPS indicant la posició ple de zeros decimals, i l'altre dels voltants del punt) i escriure un resum de la seva expedició sobre l'indret. Si el visitant no aconsegueix complir amb aquestes condicions, per exemple perquè el punt és inaccessible, la visita és inscrita com a incompleta.
És possible inscriure una visita d'un punt ja visitat prèviament. De fet, nombrosos punts ja han estat visitats diverses vegades, especialment a l'Amèrica del Nord i a Europa. Aquestes visites múltiples poden ser un registre de les evolucions produïdes en el lloc. Altres llocs de difícil accés queden encara pendents. Es tracta de llocs amb condicions climàtiques extremes, una altitud elevada, un bosc dens, una extensió desèrtica o amb conflictes locals que són obstacles per a una visita.

## Exemples
- A Catalunya hi ha tres punts terrestres: Vilanova de Meià (42° N, 1° E / 42°N,1°E), Santa Maria de Merlès (42° N, 2° E / 42°N,2°E) i Corçà (42° N, 3° E / 42°N,3°E).[1]
- Al País Valencià n'hi ha dos: Aiora (39° N, 1° O / 39°N,1°O) i Castelló de la Plana (40° N, 0° E / 40°N,0°E).[2]
- A les illes Balears n'hi ha un: Ferreries (40° N, 4° E / 40°N,4°E).[3]
- Punt més alt: Küba, a la Regió Autònoma del Tibet, amb 5.835 m d'altitud (33° N, 80° E / 33°N,80°E).[4]
- Intersecció de la línia equatorial i el meridià de Greenwich: al golf de Guinea (0° N, 0° E / 0°N,0°E).[5]